# Brajkovići (Kosjerić)
Brajkovići (Servisch cyrillisch Брајковићи) is een plaats in de Servische gemeente Kosjerić. De plaats telt 724 inwoners (2002).